# Москва-транзит (премия)
«Москва—транзит» — премия в области поэзии, присуждаемая с 2001 г. в рамках Международного фестиваля «Биеннале поэтов в Москве» русским поэтам, живущим и работающим за пределами Москвы. Большая премия присуждалась авторам, уже завоевавшим широкое признание, Малая — более молодым и менее известным.
На заре существования премии точность её выбора высоко оценил Михаил Айзенберг, отметивший, что стихи первого лауреата Светланы Кековой «просты и сложны одновременно, она пользуется простыми, давно присвоенными русской поэзией словами, но их значения в её стихах не вполне совпадают со словарными», тогда как у первого лауреата Малой премии Алексея Денисова стихи «обманывают и рифменные, и все прочие ожидания, они свободны и обаятельны».
В 2011 году вопреки регламенту премия была присуждена поэту и политику Владимиру Некляеву, пишущему на белорусском языке; в связи с запретом на выезд из Белоруссии Некляев, принимая премию, обратился к собравшейся в Москве аудитории по скайпу.

## Список лауреатов
2001
Большая премия — Светлана Кекова (Саратов)

Малая премия — Алексей Денисов (Владивосток)
2003
Большая премия — Бахыт Кенжеев (Монреаль)

Малая премия — Андрей Поляков (Симферополь)
2005
Большая премия — Виталий Кальпиди (Челябинск)

Малая премия — Полина Барскова (Беркли)
2011
Большая премия — Владимир Некляев (Белоруссия)